# Netscape Communications
Netscape Communications — американська корпорація, що працювала в галузі IT-індустрії.

## Історія

### Заснування
Засновник компанії — Джеймс Кларк. На початку дев'яностих, коли Інтернет тільки починав входити у життя людей, він зміг гідно оцінити перспективи розвитку глобальної мережі і вирішив зайняти нішу виробництва користувацького програмного забезпечення для роботи в ній. Для цього була потрібна команда професіоналів-ентузіастів. Джеймс Кларк розіслав листи перспективним молодим вченим, які вже проявили себе у галузі мережевих технологій. Першим на пропозицію відгукнувся аспірант-програміст з університету штату Іллінойс Марк Андреессен, який створив перший у світі веббраузер Mosaic. Ця програма була експериментальною, мала примітивну функціональність, але була проривом свого часу, оскільки крім традиційного тексту інтернет-сторінок, Mosaic дозволяв відображати на екрані графічні ілюстрації, фон документів, відтворювати звук, оформлювати заголовки і самі текстові абзаци за допомогою шрифтів різних гарнітур. Другим відгукнувся Лу Монтуллі, який написав текстовий браузер Lynx для Unix-сумісних платформ. Ця програма за своєю популярністю в середовищі користувачів Unix анітрохи не поступалася винаходу Андреса, хоч і була набагато простішою. Пізніше до команди приєдналися Роберт МакКул і Ерік Біна. У квітні 1994 року Джеймс Кларк відкрив нову компанію Netscape Communications, спрямовану на розробку програмного забезпечення для Інтернету.

## Історичні події
- У жовтні 1998 року придбала Open Directory Project за $40 050 000.
- 24 листопада 1998 була сама придбана холдингом AOL за $4,2 млрд.
- 15 липня 2003 Time Warner (колишня AOL Time Warner) розформувала підрозділ Netscape. Більшість співробітників було звільнено.